# West Loch Estate, Hawaii
West Loch Estate är en ort (CDP) i Honolulu County, i delstaten Hawaii, USA. Enligt United States Census Bureau har orten en folkmängd på 5 485 invånare (2010) och en landarea på 1,6 km².